# Švedska Estonija
Švedska Estonija (švedsko Svenska Estland, estonsko Rootsi aeg) je naziv  severnega, severozahodnega in zahodnega dela Estonije, ki je bil od 4. junija 1561 do 10. septembra 1721 pod upravo Švedskega cesarstva. 
Celotno ozemlje sedanje  Estonije je bilo že od leta 1645 pod švedsko oblastjo. Južni in centralni del Estonije sta spadala v Švedsko Livonijo.
Švedi so bili na vzhodni obali Baltika prisotni od zgodnjega srednjega veka. Njihov vpliv se je začel širiti in krepiti v drugi polovici 16. stoletja z upadanjem vpliva Meniške države Tevtonskega reda, ko je baltsko-nemško plemstvo iz Harjume in Virume  junija 1561 uradno zaprosilo za zaščito švedskega kralja Erika XIV. Švedska je s tem vstopila v livonsko vojno proti Ruskemu carstvu.  Švedska oblast v severni Estoniji, vključno z otokom Hiiumaa, je trajala do leta 1583.
Moč Švedske v Estoniji je začela slabeti med veliko severno vojno z Ruskim imperijem (1700-1721). Ruska oblast nad celim vzhodnim Baltikom se je uradno začela s sklenitvijo Nystadskega miru 30. avgusta 1721.
Švedska od osvojitve Estonije ni imela samo političnih in vojaških, ampak predvsem gospodarske koristi. Z zasedbo cele vzhodne obale Baltika je dobila primat v pomorski trgovini z Rusijo in možnost obrambe Finske pred morebitnimi ruskimi in danskimi napadi.
Švedi so v Estoniji obdržali obstoječ fevdalni sistem, vendar so uvedli pomembne reforme, ki so dale kmetom prvič v zgodovini dedno pravico do zemlje, ki so jo obdelovali. Estonsko izročilo zato obdobje švedske vladavine imenuje  ”dobri stari švedski časi” (estonsko vana hea Rootsi aeg).  V Revalu in Dorpatu sta bili po nalogu švedskega kralja Gustava II. Adolfa ustanovljeni prvi gimnaziji, v Tartuju pa leta 1632  prva univerza. V obeh mestih sta istočasno začeli delovati tudi tiskarni. V 1680. letih so se po celi Estoniji začele odpirati številne osnovne šole, predvsem po zaslugi Bengta Forselijusa, ki je opravil ortografsko reformo estonskega jezika. V 60 do 70 letih švedske vladavine je število prebivalcev naglo raslo. Rast je zaustavila velika lakota, ki je v samo dveh letih (1695–1697) vzela okoli 70.000-75.000 življenj ali okoli 20% prebivalstva.